# Vijay K. Bhaskar
K. Vijaya Bhaskar (...) è un regista e sceneggiatore indiano.
Ha lavorato principalmente nel cinema di Tollywood. Ha vinto il National Film Award come miglior lungometraggio in telugu per Nuvve Kavali (2000). Ha studiato alla Sainik School, Korukonda.

## Filmografia

### Regista
- Prardhana (1991)
- Swayamvaram (1999)
- Tujhe Meri Kasam (2003)

### Regista e sceneggiatore
- Nuvve Kavali (2000)
- Nuvvu Naaku Nachchav (2001)
- Manmadhudu (2002)
- Malliswari (2004)
- Jai Chiranjeeva (2005)
- Classmates (2007)
- Bhale Dongalu (2008)
- Prema Kavali (2011)
- Masala (2013)

### Sceneggiatore
- Sankha Sindura, regia di Vijay Bhaskar (1985)
- Thili Jhia Heli Bahu, regia di Vijay Bhaskar (1988)
- Dharma Debata, regia di Vijay Bhaskar (2001)